# 韩运鸿
韓運鴻（？—？），安徽天長人，清朝政治人物。舉人出身。
韩运鸿曾兩度擔任金山县知县一职。1780年接替袁知任南汇县知县一职，1781年由黄元燮接任。乾隆四十年，接替刘奕冲，擔任江蘇宜興縣知縣，后由麻廷燦接任。